# Christophe Beck
Christophe Beck (tên khai sinh: Jean-Christophe Beck, sinh năm 1968 hoặc 1969) là nhà soạn nhạc phim người Canada. Anh là anh trai của nghệ sĩ piano Chilly Gonzales.

## Thời thơ ấu
Sinh ra và lớn lên ở Montreal, Beck tốt nghiệp Trung học Crescent ở Toronto, Ontario, Canada. Anh từng học âm nhạc tại Đại học Yale.

## Danh sách phim

### Những năm 1990
| Năm  | Tên                      |
| ---- | ------------------------ |
| 1996 | Past Perfect             |
| 1997 | Crossworlds              |
| 1997 | Hostile Intent           |
| 1997 | Killing Mr. Griffin      |
| 1997 | The Alarmist             |
| 1998 | Starstruck               |
| 1998 | Bone Daddy               |
| 1998 | Airborne                 |
| 1998 | Dog Park                 |
| 1999 | Let the Devil Wear Black |
| 1999 | Guinevere                |
| 1999 | Thick as Thieves         |
| 1999 | Coming Soon              |